# Алексеевка (Белогорский район)
Алексе́евка (до 1948 года Сартана́; укр. Алексєєвка, крымскотат. Sartana, Сартана) — село в Белогорском районе Республики Крым, входит в состав Криничненского сельского поселения (согласно административно-территориальному делению Украины — Криничненского сельсовета Автономной Республики Крым).

## Население
| 1778 | 1864 | 1887 | 1926 | 1939 | 1989 | 2001 |
| ---- | ---- | ---- | ---- | ---- | ---- | ---- |
| 743  | ↘152 | ↗244 | ↗492 | ↘469 | ↘333 | ↘303 |
| 2014 |      |      |      |      |      |      |
| ↘264 |      |      |      |      |      |      |

Всеукраинская перепись 2001 года показала следующее распределение по носителям языка
| Язык             | Процент |
| ---------------- | ------- |
| русский          | 63.37   |
| крымскотатарский | 32.34   |
| украинский       | 2.97    |
| другие           | 0.33    |

Национальный состав
- 1778 год — 743 чел. (крымские греки)[10]
- 1864 год — 152 чел. (русские)
- 1887 год — 244 чел. (русские)
- 1926 год — 492 чел. (487 русских, 1 болгарин)[11]

## География
Алексеевка находится на юге района, у подножия северного склона Главной гряды Крымских гор. Село лежит в балке, на правом берегу долины речки Сартана, правом притоке Танасу (бассейн Биюк-Карасу). Высота центра села над уровнем моря — 434 м. Соседние сёла: Головановка — в 2,5 км ниже по долине и Красносёловка — 2,5 км к юго-западу (или около 4 км горными просёлками). Алексеевка лежит в 4 км от шоссе Приветное — Белогорск, примерно в 13 километрах (по шоссе) от Белогорска, ближайшая железнодорожная станция — Симферополь, около 57 километров.

## История
Сартана — село, как и большинство крымских горных поселений, древнее. Бертье-Делагард считал, что селение, как итал. Sancti Erign, или итал. Sartana, упоминалось в итальянских документах конца XIV века, как владение генуэзского консульства Солдайи, но, судя по письмам консула Солдайи Христофоро ди Негро, в указанном месте (итал. Sartana) жители Солдайи проживали временно (на сезонных работах), а селение находилось на землях Татарии (Крымского ханства) (итал. locis casalibus Tartarie) и в материалах переписей Кефинского санджака (в который после захвата в 1475 году генуэзских колоний Османами вошли их земли) за 1520 год подобное название не встречается. В начале — середине XVII века, вследствие более высоких, чем в Крымском ханстве налогов и спасаясь от набегов казаков, христианское население Кефинского санджака переселялось во внутренние районы полуострова. В «джизйе дефтера Лива-и Кефе» (Османских налоговых ведомостях) 1634 года в Сартане записаны 62 двора иноверцев, все переселившиеся из прибрежных сёл (из Кутлака и Тувака — по 1 двору, из Ворона — 10 дворов, из Арпата и Кучук-Узеня — по 2 двора, из Ускута — 25, Улу Узеня — 3, Капсихора — 6, Куру-Узеня — 6 и Ай-Йорги — 7 дворов). Упомянуто село и в «джизйе дефтера Лива-и Кефе» (Османских налоговых ведомостях) 1652 года, где перечислены несколько десятков имён и фамилий налогоплательщиков-христиан, подданных султана. В «Османском реестре земельных владений Южного Крыма 1680-х годов» на 1686 год (1097 год хиджры) перечислены 4 землевладельца (2-е христиан и 2-е мусульман), владевших участками земли в Ускуте.
- Вид  Сартаны, около 1910 г.
- Особняк князя Кугушева, около 1910 г.
- Имение Сартана, около 1910 г.
- Сад Кур-Бахча князя Кугушева, около 1910 г.

К XVIII веку Сартана — большое горное село, населённое крымскими греками-румеями. В «Ведомости о выведенных из Крыма в Приазовье христианах» А. В. Суворова от 18 сентября 1778 года, имеется запись о выведенных из Сартаны 743 греках (374 мужчины и 369 женщин). Возле Мариуполя переселенцы основали новое село со старым названием — Сартана. Александр Львович Бертье-Делагард отмечал
…греческий язык в Сартане столь своеобразен, что грекам Анатолии в начале XIX века был непонятен.
 Крымская деревня после вывода христиан в Приазовье опустела и в ведомости «при бывшем Шагин Герее хане сочиненная на татарском языке о вышедших християн из разных деревень и об оставшихся их имениях в точном ведении его Шагин Герея» и переведённой 1785 году о деревне Сарытана сказано
Сия деревня отдана во владение г-ну артиллерии капитану Апалону Андреевичу Дашкову
В сеи деревне жилых домов 95 но все развалены церковь каменная состоит к земли же принадлежащие сеи деревни никто никакого участия не имеет а вся без изъятия принадлежала жителям касателно до границ оных земель поелику те люди кои спрашиваны были незнали то и остались впредь до справки.
В другом архивном документе записано, что «Строение все разорено протчие на ней незането», как и в Камеральном Описание Крыма 1784 года, где записано, что в деревне Сарытан, все дома разорены, сколко же их было неизвестно и оставалась 1 целая церковь св. Георгия, позже разрушенная. Согласно «Ведомости… какие христианские деревни и полных дворов. И как в оных… какие церкви служащие, или разорённые. …какое число священников было…» от 14 декабря 1783 года в селе Сартана числилось 125 греческих дворов, церковь св. Георгия в коей 2 священника. Видимо, деревня опустела полностью, поскольку в «Камеральном Описании Крыма…» 1784 года среди жилых Сартана не числится. Нет деревни и в Ведомости о числе селений, названиях оных, в них дворов… состоящих в Феодосийском уезде от 14 октября 1805 года, а на военно-топографической карте Мухина 1817 года Сартана обозначена как разорённая.
Видимо, в первой половине XIX века, после 1829 года (в «Ведомости о казённых волостях Таврической губернии» от 31 августа 1829 года ещё не значится), в подаренную ему усадьбу подполковник Дашков начал завозить переселенцев из Сибири. На карте 1836 года в деревне 13 дворов, а на карте 1842 года деревня, как Сартана (русская) на землях Кокташской волости Феодосийского уезда, обозначена условным знаком «малая деревня», то есть, менее 5 дворов.
В 1860-х годах, после земской реформы Александра II, деревню приписали к Салынской волости. В «Списке населённых мест Таврической губернии по сведениям 1864 года», составленном по результатам VIII ревизии 1864 года, Сартана — владельческое русское село с 20 дворами, 152 жителями и фабрикой соломенных изделий при ручье Сартане (на трехверстовой карте Шуберта 1865—1876 года в деревне Сартана обозначено 27 дворов). В «Памятной книге Таврической губернии 1889 года» по результатам Х ревизии 1887 года записана как Сартаны с 41 двором и 244 жителями. С конца XIX века поместьем владел князь Кугушев, построивший большой двухэтажный дом, сохранившийся до наших дней. На верстовой карте 1890 года в деревне обозначено 60 дворов с русским населением. По «…Памятной книжке Таврической губернии на 1892 год» в Сартане, входившей в Сартанское сельское общество, числилось 194 жителя в 60 домохозяйствах.
После земской реформы 1890-х годов, которая в Феодосийском уезде прошла после 1892 года, деревня осталась в составе Салынской волости. По «…Памятной книжке Таврической губернии на 1900 год» в деревне, входившей в Сартанское сельское общество, числилось 175 жителей в 31 дворе. На 1914 год в селении действовало земское училище. По Статистическому справочнику Таврической губернии. Ч.II-я. Статистический очерк, выпуск пятый Феодосийский уезд, 1915 год, в деревне Сартана Салынской волости Феодосийского уезда числилось 86 дворов (76 дворов с землёй, 10 — безземельные) с русским населением в количестве 316 человек приписных жителей и 48 «посторонних», из которых 225 мужчин и 149 женщин. Жители владели 246 десятинами удобной земли. В хозяйствах имелось 55 лошадей, 60 волов, 35 коров и 150 голов овец, свиней, или коз. Также значится имение Сартана князя Г. И. Кугушева.
В годы Гражданской войны село и окрестности были одним из центров партизанского движения под командованием Мокроусова.
После установления в Крыму Советской власти, по постановлению Крымревкома от 8 января 1921 года была упразднена волостная система и село вошло в состав вновь созданного Карасубазарского района Симферопольского уезда, а в 1922 году уезды получили название округов. 11 октября 1923 года, согласно постановлению ВЦИК, в административное деление Крымской АССР были внесены изменения, в результате которых округа ликвидировались, Карасубазарский район стал самостоятельной административной единицей и село включили в его состав. Согласно «Списку населённых пунктов Крымской АССР по Всесоюзной переписи 17 декабря 1926 года», в селе Сартана, Султан-Сарайского сельсовета Карасубазарского района, числился 101 двор, из них 99 крестьянских, население составляло 492 человека, из них 487 русских, 1 болгарин, 4 записаны в графе «прочие», действовала русская школа. По данным всесоюзной переписи населения 1939 года в селе проживало 469 человек.
Во время фашистской оккупации в годы Великой Отечественной войны в селе происходили вооружённые столкновения партизан с оккупантами[Страница? Название очерка?].
В 1944 году, после освобождения Крыма от фашистов, 12 августа 1944 года было принято постановление № ГОКО-6372с «О переселении колхозников в районы Крыма», по которому в Карасубазарский район из Тамбовской и Курской областей переселялось 8100 человек. С 25 июня 1946 года Сартана в составе Крымской области РСФСР. Указом Президиума Верховного Совета РСФСР от 18 мая 1948 года, Сартану переименовали в Алексеевку. 26 апреля 1954 года Крымская область была передана из состава РСФСР в состав УССР. На 15 июня 1960 года село уже числилось в составе Криничненского сельсовета. По данным переписи 1989 года в селе проживало 333 человека. С 12 февраля 1991 года село в восстановленной Крымской АССР, 26 февраля 1992 года переименованной в Автономную Республику Крым. С 21 марта 2014 года в составе Крыма аннексирована Россией.

## Современное состояние
На 2017 год в Алексеевке числится 5 улиц; на 2009 год, по данным сельсовета, село занимало площадь 46,2 гектара на которой, в 90 дворах, проживало 305 человек. В селе действует фельдшерско-акушерский пункт, Ущельное лесничество Белогорского лесного хозяйства, сохранились здания усадьбы «Сартана» князя Г. И. Кугушева. Алексеевка связана автобусным сообщением с райцентром, Симферополем и соседними населёнными пунктами.